# (6103) 1993 HV
(6103) 1993 HV es un asteroide perteneciente al cinturón exterior de asteroides, región del sistema solar que se encuentra entre las órbitas de Marte y Júpiter, descubierto el 16 de abril de 1993 por Seiji Ueda y el astrónomo Hiroshi Kaneda desde el Kushiro Marsh Observatory, Hokkaido, Japón.

## Designación y nombre
Designado provisionalmente como 1993 HV. 

## Características orbitales
1993 HV está situado a una distancia media del Sol de 3,426 ua, pudiendo alejarse hasta 4,097 ua y acercarse hasta 2,755 ua. Su excentricidad es 0,195 y la inclinación orbital 14,13 grados. Emplea 2316,99 días en completar una órbita alrededor del Sol.

## Características físicas
La magnitud absoluta de 1993 HV es 11,7. Tiene 28,761 km de diámetro y su albedo se estima en 0,049. 